# Port-Louis (Guadeloupe)
Pour les articles homonymes, voir Port-Louis.
Port-Louis (en créole guadeloupéen : Pòlwi) est une commune française, située dans le département de la Guadeloupe, au nord-ouest de la Grande-Terre.

## Géographie

### Localisation

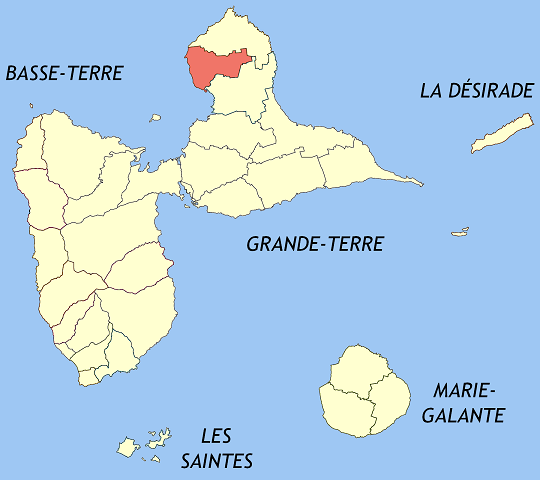
En rouge le territoire communal de Port-Louis.

S'étendant sur 44,2 km2 de superficie totale, la commune de Port-Louis est située au nord-ouest de la Grande-Terre. Port-Louis accueille sur son territoire le lac de Gaschet qui s'écoule par la ravine Gaschet vers la mer des Caraïbes.
|                  |            | Anse-Bertrand |
| Mer des Caraïbes | Port-Louis |               |
|                  |            | Petit-Canal   |

### Climat
Le climat y est de type tropical.

## Urbanisme

### Typologie

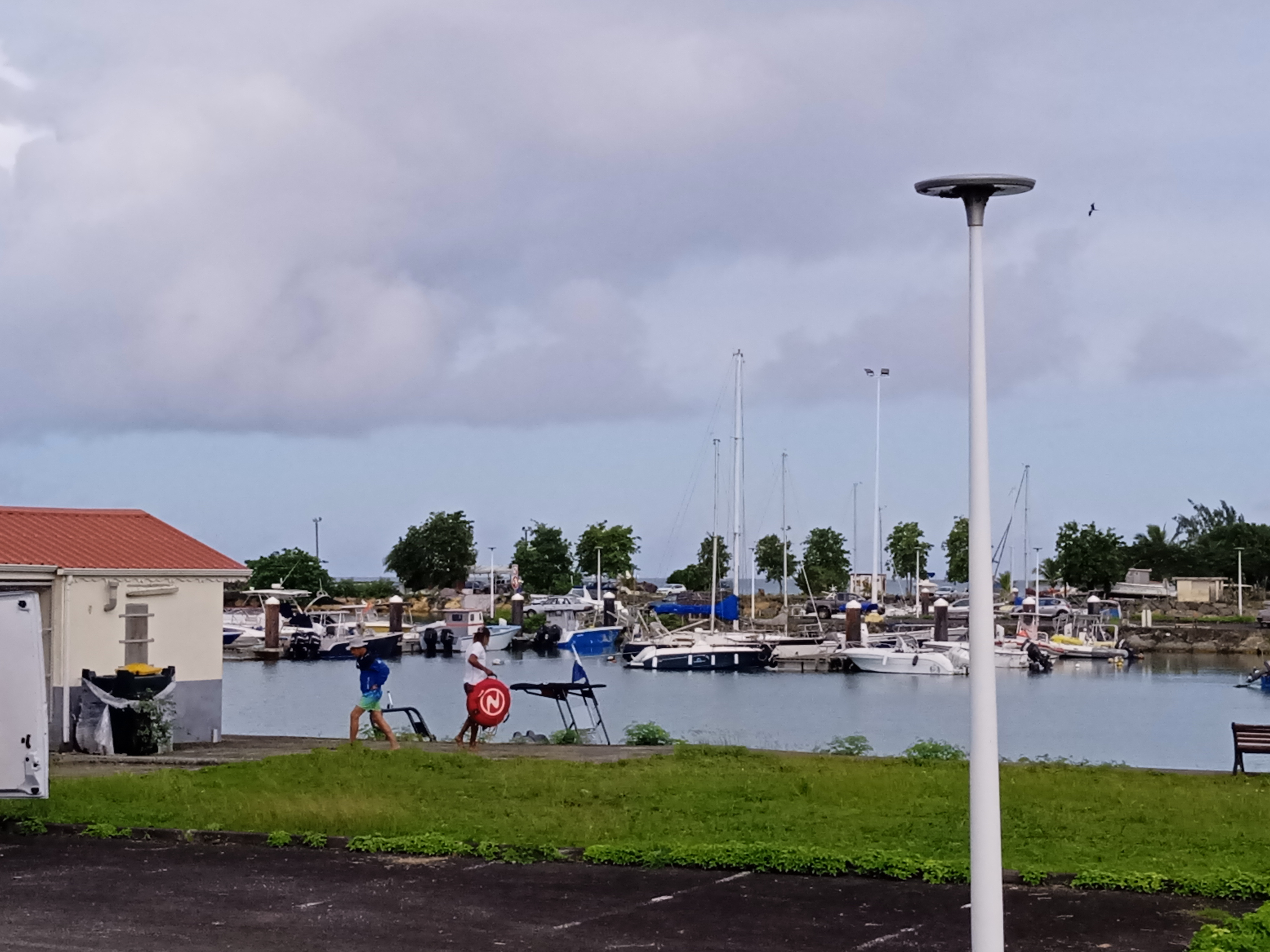
Port de Port-Louis

Port-Louis est une commune rurale,. Elle fait en effet partie des communes peu ou très peu denses, au sens de la grille communale de densité de l'Insee,. Elle appartient à l'unité urbaine de Port-Louis, une unité urbaine monocommunale de 5 591 habitants en 2022, constituant une ville isolée,.
Par ailleurs la commune fait partie de l'aire d'attraction des Abymes, dont elle est une commune de la couronne. Cette aire, qui regroupe 18 communes, est catégorisée dans les aires de 200 000 à moins de 700 000 habitants,.
La commune, bordée par la mer des Caraïbes à l'ouest et par l'océan Atlantique à l'est, est également une commune littorale au sens de la loi du 3 janvier 1986, dite loi littoral. Des dispositions spécifiques d’urbanisme s’y appliquent dès lors afin de préserver les espaces naturels, les sites, les paysages et l’équilibre écologique du littoral, par exemple le principe d'inconstructibilité, en dehors des espaces urbanisés, sur la bande littorale des 100 mètres, ou plus si le plan local d’urbanisme le prévoit,.

### Lieux-dits et hameaux
Les lieux-dits de Port-Louis sont Barbotteau, Beauplan, Beauport, Beautiran, Bellevue, Belin, Belthier, l'Ermitage, Fauvette,Goguette, Lallanne, Monroc, Pelletan, Philipsbourg, Pichon, Pierre-Ferraye, Paul-Aubin, Pouzzole, Rodrigue, Saint-Pierre, Sylvain.

## Toponymie
Port-Louis fut d'abord désignée comme Pointe d'Antigues avant de porter le nom de Louis XIV. Rebaptisée sous la Révolution française « Port Libre », elle retrouve son nom actuel au XIXe siècle.

## Histoire
Pour un article plus général, voir Histoire de la Guadeloupe.
La colonisation de cette région du Nord de l'île de Grande-Terre débuta au milieu du XVIIe siècle. Port-Louis fut d’abord désignée Pointe d’Antigues avant de porter le nom de Louis XIV. Au début du XVIIIe siècle la ville fut l'un des premiers ports sucriers de la Guadeloupe. Progressivement elle fut détrônée par Le Moule puis Pointe-à-Pitre. Au XIXe siècle le domaine de Beauport est l'une des plus importantes sucreries des Antilles françaises. Elle ferme définitivement en 1990. Malgré tout, aujourd’hui, la canne-à-sucre et le tourisme demeurent les principales activités économiques de la commune.

## Politique et administration

### Rattachements administratifs et électoraux
La commune appartient à l'arrondissement de Pointe-à-Pitre et au canton de Petit-Canal depuis le redécoupage cantonal de 2014. Avant cette date, elle faisait partie du canton d'Anse-Bertrand.
Pour l'élection des députés, Port-Louis fait partie depuis 1988 de la deuxième circonscription de la Guadeloupe.

### Intercommunalité
Port-Louis est le siège de la communauté d'agglomération du Nord Grande-Terre (CANGT) créée le 1er janvier 2014 et dans laquelle elle est représentée par quatre conseillers. La CANGT est composée de cinq communes et compte, selon les données légales 2016, 58 267 habitants. Victor Arthein	en est l'un de ses vice-présidents depuis sa création.

### Liste des maires

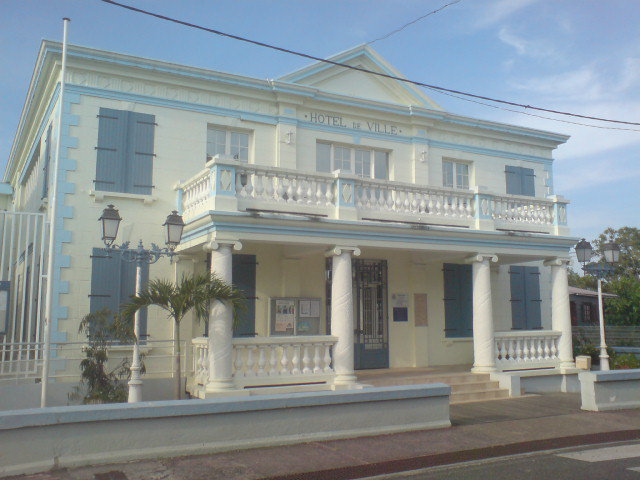
Mairie de Port Louis.

| Période                                  | Période        | Identité           | Étiquette  | Qualité                                                                                |
| ---------------------------------------- | -------------- | ------------------ | ---------- | -------------------------------------------------------------------------------------- |
| 1945                                     | juin 1951      | Rousseau Nadir     | PCF        |                                                                                        |
| 1951                                     | juin 1995      | Charles Edwige     | PCG        | Cadre à la Sécurité sociale Conseiller général du canton d'Anse-Bertrand (1967 → 1992) |
| juin 1995                                | février 2014   | Jean Barfleur      | UPLG → DVG | Médecin Conseiller général du canton d'Anse-Bertrand (1992 → 1998) Décédé en fonction  |
| avril 2014                               | 4 juillet 2020 | Victor Arthein     | PCG        | Agent technique Vice-président de la CA du Nord Grande-Terre (2014 → )                 |
| 5 juillet 2020                           | en cours       | Jean-Marie Hubert, | GUSR/DVG   | Conseiller régional de la Guadeloupe (2015 → )                                         |
| Les données manquantes sont à compléter. |                |                    |            |                                                                                        |

## Population et société

### Démographie
L'évolution du nombre d'habitants est connue à travers les recensements de la population effectués dans la commune depuis 1961, premier recensement postérieur à la départementalisation de 1946. À partir de 2006, les populations de référence des communes sont publiées annuellement par l'Insee. Le recensement repose désormais sur une collecte d'information annuelle, concernant successivement tous les territoires communaux au cours d'une période de cinq ans. Pour les communes de moins de 10 000 habitants, une enquête de recensement portant sur toute la population est réalisée tous les cinq ans, les populations de référence des années intermédiaires étant quant à elles estimées par interpolation ou extrapolation. Pour la commune, le premier recensement exhaustif entrant dans le cadre du nouveau dispositif a été réalisé en 2008.

En 2022, la commune comptait 5 591 habitants, en évolution de −3,14 % par rapport à 2016 (Guadeloupe : −2,67 %, France hors Mayotte : +2,11 %).
| 1961  | 1967  | 1974  | 1982  | 1990  | 1999  | 2006  | 2007  | 2008  |
| ----- | ----- | ----- | ----- | ----- | ----- | ----- | ----- | ----- |
| 5 992 | 6 779 | 6 968 | 6 653 | 5 641 | 5 580 | 5 481 | 5 466 | 5 451 |

| 2013  | 2018  | 2022  | - | - | - | - | - | - |
| ----- | ----- | ----- | - | - | - | - | - | - |
| 5 751 | 5 635 | 5 591 | - | - | - | - | - | - |

### Enseignement
Comme toutes les communes de l'archipel de la Guadeloupe, Port-Louis est rattaché à l'Académie de la Guadeloupe. La ville possède sur son territoire deux écoles maternelles (Bourg 2 et Les Touloulous) et deux écoles primaires (Beauplan-Pelletan et Robert-Narayanan).
En ce qui concerne l'enseignement secondaire, la ville accueille le collège de Port-Louis et le lycée polyvalent et professionnel de Nord-Grande-Terre.

### Sports
Les deux principaux équipements sportifs de la commune sont le stade municipal du Bourg et le site d'activités nautiques. Ils accueillent les clubs sportifs de :
- Solidarité Port-Louisienne (SPL), football
- Trace du Grand Cul-de-sac marin

## Économie
Port-Louis a développé depuis le XIXe siècle la culture de la canne à sucre et la pêche. Son activité se tourne maintenant vers le tourisme avec la création d'un pôle nautique près de la plage du souffleur et d’un pôle d’activité touristique sur la zone d'aménagement concerté (ZAC) Rodrigue.

## Culture locale et patrimoine

### Lieux et monuments

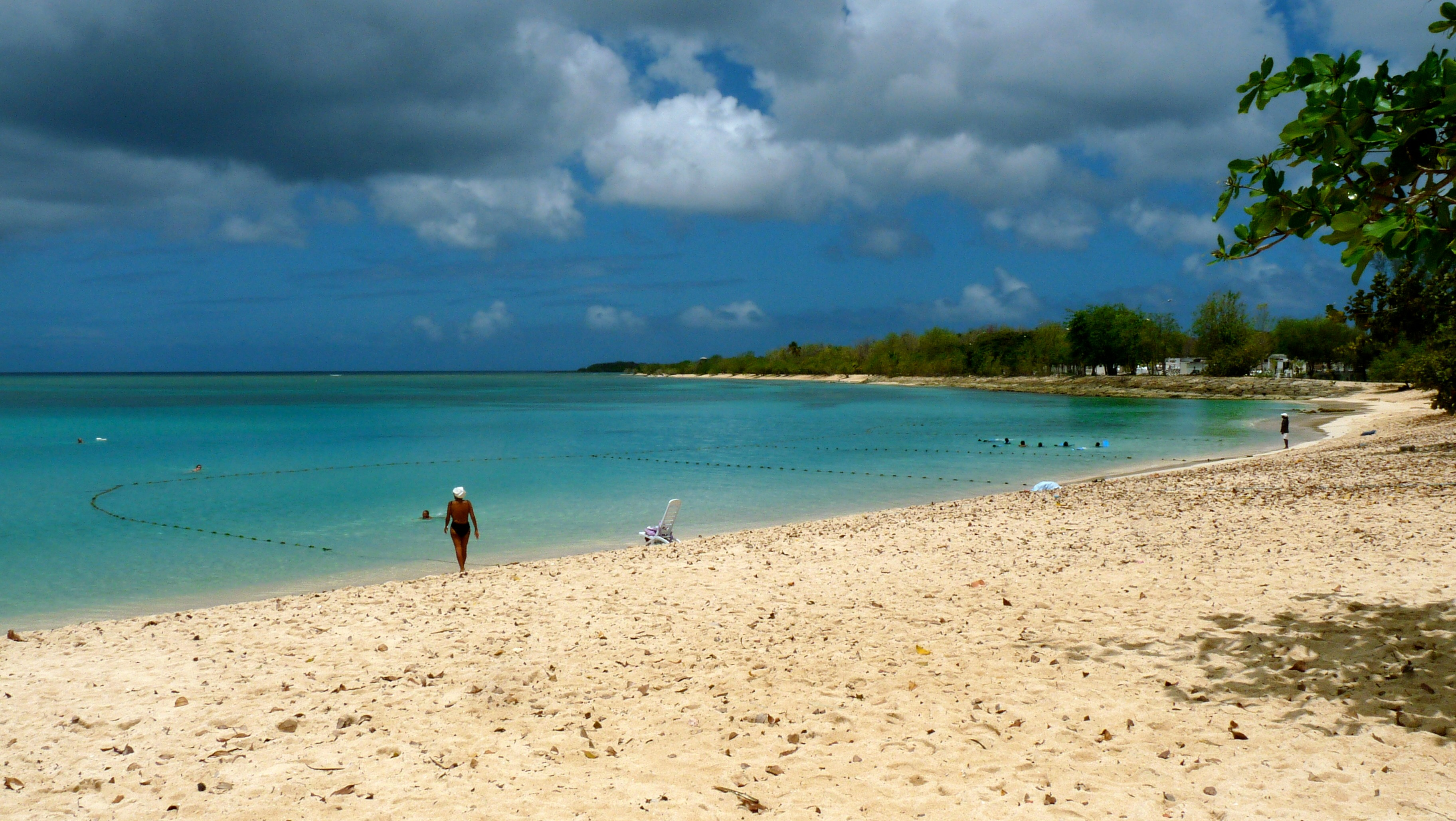
La plage du Souffleur à Port-Louis.

- Église Catholique Notre Dame de la Visitation
- Le cimetière marin aux tombes décorées de coquillages
- Le musée de la Canne
- La mangrove
- Le marais de Port-Louis (à découvrir par la pointe des Mangles)
- La plage du Souffleur
- Le monument aux morts de la Grande Guerre, présente vingt noms[Note 4].
- La pointe Sable de Bar, accessible en partant de Port-Louis, par la pointe de la Guérite, passant par la plage de l'anse du Gris-Gris.
- Réserve biologique dirigée du Nord Grande-Terre
- Trace du Grand Cul-de-sac marin

### Personnalités liées à la commune
- Mariani Maximin, né à Port-Louis, maire de Petit-Bourg de 1965 à 1975 et député de la Guadeloupe de 1978 à 1981
- Jean Barfleur, maire nationaliste de Port-Louis de 1995 à 2014 et conseiller général de 1992 à 1998.

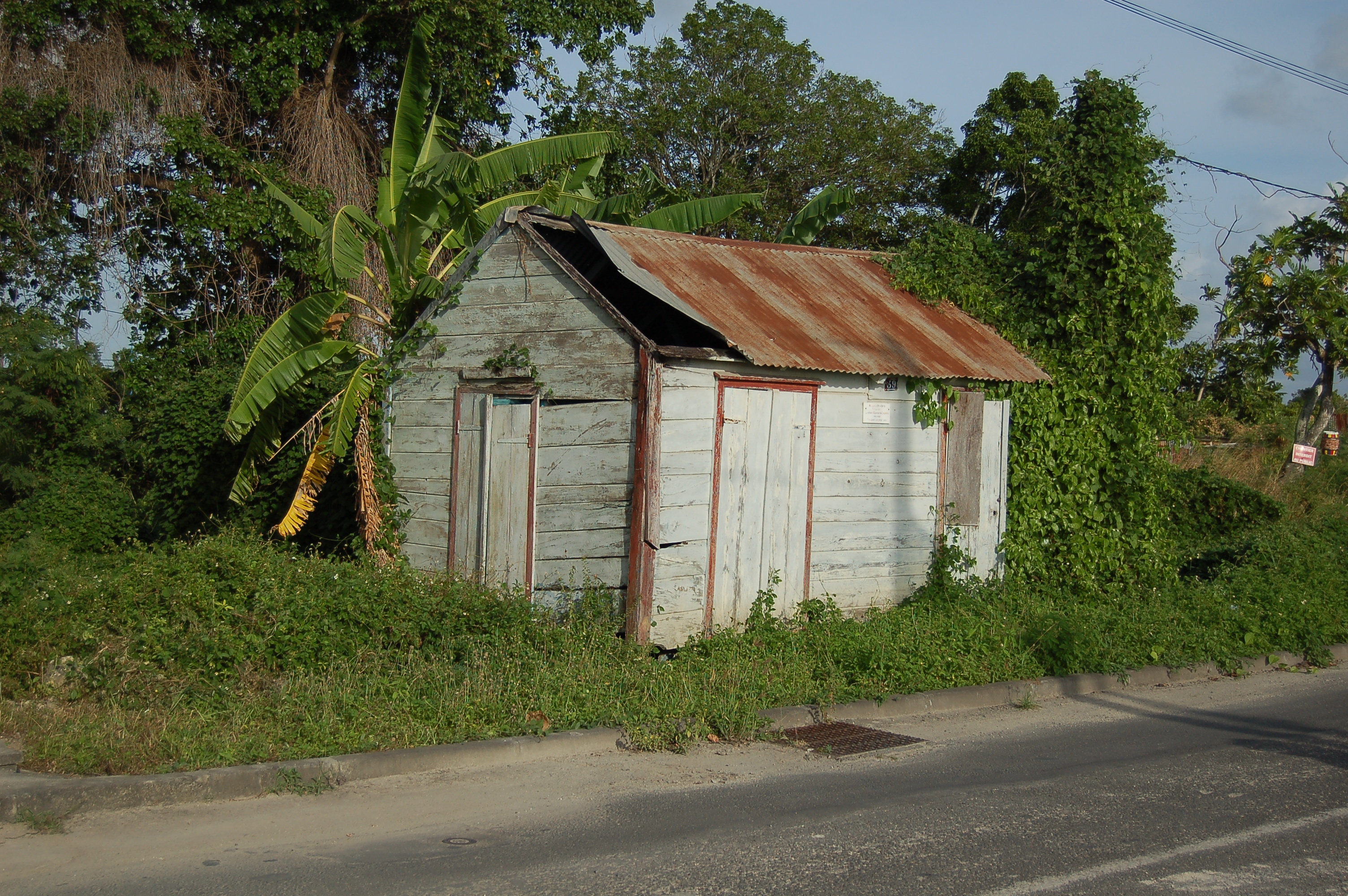
Maison Chabin où a vécu Gaston Germain Calixte à Port-Louis.

- Charles Lanrezac (1852-1925), général français dont l'action a été décisive au début de la Première Guerre mondiale pour arrêter les Allemands, a été baptisé dans l'église de Port-Louis le 7 novembre 1852.
- Gaston Germain Calixte dit « Chabin », né le 1er février 1922 et mort le 2 mars 1987, est un parolier et un chanteur traditionnel guadeloupéen connu pour ses chansons (telles que « Zombi baré mwen », « Mwen sé la central », « Robertine ») retraçant le quotidien des Guadeloupéens. Surnommé « poète des mœurs de la Guadeloupe », il était un véritable maître des veillées mortuaires traditionnelles guadeloupéennes[réf. nécessaire].
- Antonine Paterne (1882-1952), mère de Henri Salvador.
- Charles Corbin (1914-1996), dernier maire d'Alger élu le 26 février 1960.
- Pascal Chimbonda (1979- ), Footballer professionnel, sélectionné pour la Coupe du Monde 2010